# Дети Петербурга
 «Дети Петербурга»  — региональная общественная организация, оказывающая волонтерскую помощь детям трудовых мигрантов. Организация реализует бесплатные курсы по русскому языку и подготовке к школе для детей мигрантов. Работает в Санкт-Петербургe с весны 2012 года.

## История
Идея проекта родилась у гражданских активистов в марте 2012 года. Образовательный проект зарождался как интернет-сообщество. Найти площадки, готовые бесплатно предоставлять помещение, было не так уж сложно, хотя, конечно, все требовало времени и усилий. Занятия идут в библиотеках, на базе общественных организаций и школ. С самого начала главной задачей было заинтересовать самих детей мигрантов и их родителей. Основатель и первый председатель организации – Даниил Любаров. С 2015 года председателем организации является Екатерина Алимова, Координатор организации – Юлия Алимова.

## Деятельность
Целевая группа проекта – дети трудовых мигрантов, исключённые из системы образования и общественной жизни, поэтому активисты проводят большую работу по привлечению учеников на занятия. Объявления и листовки о занятиях переведены на национальные языки, открывая новые группы, волонтёры ходят на рынки, в национальные магазины, разговаривают с родителями потенциальных учеников, распространяют информацию через клининговые и транспортные компании. Основной контингент учащихся из Узбекистана, Кыргызстана и Таджикистана, редко – из Сирии, Северной Кореи, Колумбии.
С организацией в качестве преподавателей стабильно сотрудничает 25 волонтеров, в среднем по полгода каждый.  На момент 2016 года волонтеры обучают до 60 детей на 13 площадках. За четыре года существования «Дети Петербурга» подготовили более 500 воспитанников. Кроме того, организация знакомит своих подопечных с городом и российской культурой, проводит походы в Эрмитаж, Русский музей, Петергоф, детские театры и музейные и выставочные площадки. Также организация сотрудничает с АНО «Упсала-цирк»: подопечные «Детей Петербурга» посещают в цирке спектакли и утренники, а также занимались в летнем городском лагере цирка.
Помимо прочего, волонтёры оказывают подопечным информационную помощь при устройстве в школу, так как порой этому препятствует как юридическая неграмотность самих родителей, так и халатное отношение со стороны представителей образовательных организаций.
Кроме того, организация поддерживает информационное партнёрство с органами государственной власти в Санкт-Петербурге, в том числе – участвуя в круглых столах на профильные темы.